# Рудолф Штајнер
Рудолф Јозеф Лоренц Штајнер (Доњи Краљевец, 25. фебруар 1861 — 30. март 1925) био је аустријски филозоф, предавач, уметник, драматург, мислилац и езотерист.

## Антропозофија
Након раскида са Теозофским друштвом, Рудолф Штајнер је основао Антропозофско друштво.
Антропозофија би се могла окарактерисати као учење које је настало из теозофије, али које за разлику од ње наводи Исуса Христа као централну фигуру у процесу досезања ослобођења, спознаје и јединства са Универзалним духом.
Штајнер је врло често спомињао три духовна стања која помажу при том психонаутичком процесу. То су:
- имагинација,
- инспирација,
- интуиција.

Имагинација, инспирација и интуиција су термини који представљају технике које воде ка вишем степену отворености перцепције ка оностраним искуствима и далеко су од приземног схватања имагинације, инспирације и интуиције.
Антропозофија се може назвати и „мистичним хришћанством“, јер она има за циљ да открије хришћанске тајне које су банализоване или скривене. У антропозофији нема посредника у вези између човека и Бога. То је једино Христ, који и јесте „мистично сунце“. За Штајнера је, иначе, распеће Христово „мистерија универзума“.
Антропозофија укључује и карму у свој систем, као и филозофију спиритуалне еволуције. Четири знака Јеванђелиста (лав, орао, анђео и бик) представљају фазе у еволуцијском спиритуалном развоју човека.
Човек је спиритуално биће које је подељено на:
- физичко тело,
- етерично тело,
- астрално тело,
- его.

За физичко тело је везана нада, за етерично тело љубав, за астрално вера, а за его је везана воља.
Главни центар Антропозофског друштва јесте Дорнах у Швајцарској, где се налази Гетеанум (Goetheanum). Гетеанум представља спиритуални центар у коме се антропозофија изучава кроз теорију и праксу. Осим Гетеанума, широм света постоје и други антропозофски центри.
Штајнер је сматрао да ће Ахриман (персонификација зла) бити отелотворен у САД.
Штајнер је дефинисао антропозофију на следећи начин:
Антропозофија је пут знања, који води спиритуално у човеку ка спиритуалном у универзуму... Антропозофи су они који искусе есенцијалну потребу самог живота, одређена питања везана за питање природе људског бића и универзума, исто као што неко искуси глад или жеђ.

## Утицај Гетеа
Штајнер је заступао облик етичког индивидуализма, коме је касније додао једну експлицитнију црту спиритуалног. Он је извео своју епистемологију из погледа Јохана Волфганага Гетеа на свет, где мишљење представља орган перцепције. Као што око перципира боје, тако мишљење перципира идеје.

## Окултизам
Рудолфа Штајнера су доводили у везу са окултном ложом О. Т. О. и аустријским окултистом Теодором Ројсом, као и енглеским окултистом Алистером Краулијем (енгл. Aleister Crowley), али према истраживању Питера Роберта Кенига, специјалисте за О. Т. О. феномен, таква веза никада није постојала.

## Штајнер против Фројда
Познато  једа је Штајнер теорију Зигмунда Фројда о либиду као покретачу дубљих психолошких процеса код човека сматрао смешном и нетачном. Он је истицао да понашање човека није условљено никаквим несвесним процесима, нити либидом, већ спиритуалним бићем. Штајнер је до последњег дана свог живота тврдио да је човек првенствено духовно биће и да је духовни свет за њега опипљив, исто као и сто испред њега на коме пише.
Штајнер је тврдио да човек уз помоћ развоја унутрашњег спиритуалног бића има могућност да завири иза вела оностарног. На тај начин може читати записе са Акаше, тј. космичког колективног памћења.

## Однос према нацистима
Штајнер је био велика претња за нацистички покрет у Немачкој, јер је својим идејама био у потпуности супротан њиховој доктрини. Већ 15. маја 1922. године покушан је атентат на Штајнера у хотелу Фир Јаресцајтен у Минхену, организован од стране нациста, који је Штајнер избегао.
Такође се сматра да је пожар у Гетеануму 31. децембра 1922. године, у којем је изгорео први Гетеанум центар, био подметнут од стране нациста.
Тревор Рејвенскрофт (енгл. Trevor Ravenscroft) у својој књизи Копље судбине (енгл. The Spear of Destiny) тврди да је Штајнер имао способност астралне пројекције. На тај начин је лако могао да види планове окултне групе Туле, која је створила нацистичку партију — НСДАП, тј. Националсоцијалистичку немачку радничку партију, на челу са Адолфом Хитлером.

## Антисемитизам
На преласку у 20. век Штајнер је написао серију од седам чланака за Mitteilungen aus dem Verein zur Abwehr des Antisemitismus, магазин који је био посвећен борби против антисемитизма, у коме је нападао тадашњи антисемитизам.

## Књиге (избор)
- (1883—1897)
- (1886)
- , doctoral thesis (1892)
- , also published as the Philosophy of Freedom. 1894.  978-0-88010-385-5.
- (1901/1925)
- (1902)
- (1904)
- . 1904.  978-0-88010-373-2.
- (1904-5).  978-0-88010-508-8.
- . 1907.  978-0-85440-620-3.
- . 1910.  978-0-88010-409-8.
- (1913)
- (1919)
- (1925)
- (1924-5) (autobiography)

## Чланци у вези са духовном обновом друштва
- (1919)
- (1919)
- (1919)

## Антропозофска предавања
- Јавна предавања
- Предавања за чланове Антропозофског друштва
  -  (1906)
  -  (1907)
  -  (1909)
  -  (1912)
  -  (1914)
  -  (1915)
  -  (1916)
  -  (1917)
  -  (1918)
  -  (1923)
  -  (1923)
  -  (1924)
  -  (1926?)
- Предавања за чланове школе Спиритуалне науке
- Предавања у вези са кармом и реинкарнацијом
  -  (1910)
  -  (1922)
  - Buermann, Uwe, (2006). Die Anschauung des Karma bei Rudolf Steiner. ISBN 978-3-7725-1912-3.. Verlag Freies Geistesleben.